# 松永和夫
松永 和夫（まつなが かずお、1952年（昭和27年）2月28日 - ）は、日本の経済産業官僚。高度技術社会推進協会代表理事会長、高砂熱学工業取締役、一橋大学特任教授。過去に、原子力安全・保安院長、経済産業事務次官、三菱ふそうトラック・バス株式会社取締役会長を歴任。

## 経歴
東京都出身。麻布高等学校を経て、1974年（昭和49年）東京大学法学部第2類（公法コース）を卒業し、通商産業省に入省した。
- 1974年（昭和49年）4月 通商産業省立地公害局総務課
- 1976年（昭和51年）6月 通商産業省通商政策局経済協力課
- 1978年（昭和53年）4月 通商産業省産業政策局企業行動課
- 1979年（昭和54年）9月 通商産業省中小企業庁調査課[1]
- 1980年（昭和55年）6月 フランス留学(パリ政治学院)
- 1982年（昭和57年）6月 通商産業省資源エネルギー庁石油部精製課
- 1984年（昭和59年）6月 通商産業省産業政策局産業構造課[1]
- 1986年（昭和61年）6月 通商産業省機械情報産業局総務課
- 1987年（昭和62年）7月 通商産業省大臣官房秘書課
- 1988年（昭和63年）6月 通商産業省通商政策局経済協力企画官[1]
- 1990年（平成2年）6月 ジェトロニューヨークセンター産業調査員
- 1993年（平成5年）6月 通商産業省資源エネルギー庁石油部流通課長
- 1995年（平成7年）6月 通商産業省環境立地局環境政策課長
- 1998年（平成10年）6月 通商産業省通商政策局総務課長[1]
- 2000年（平成12年）6月 資源エネルギー庁石油部長
- 2002年（平成14年）7月 原子力安全・保安院次長
- 2004年（平成16年）6月 原子力安全・保安院長
- 2005年（平成17年）9月 経済産業省大臣官房総括審議官
- 2006年（平成18年）7月 経済産業省大臣官房長
- 2008年（平成20年）7月 経済産業省経済産業政策局長
- 2010年（平成22年）7月 経済産業事務次官
- 2011年（平成23年）8月 退官・経済産業省顧問
- 2012年（平成24年）
  - 3月 損害保険ジャパン顧問
  - 4月 一橋大学大学院国際企業戦略研究科特任教授
- 2013年（平成25年）6月 住友商事社外取締役、高砂熱学工業社外取締役
- 2014年（平成26年）
  - 4月 名古屋大学客員教授[2]
  - 6月 ソニー取締役、橋本総業取締役、中東協力センター理事長[3]
- 2016年（平成28年）4月 三菱ふそうトラック・バス取締役副会長[3]
- 2017年（平成29年）1月 三菱ふそうトラック・バス代表取締役会長[3]
- 2018年（平成30年）4月 一橋大学大学院経営管理研究科特任教授

中山報恩会理事なども務めている。
- 2021年 (令和3年) 6月 ソニーグループシニアアドバイザー[5]
- 2025年 (令和7年) 3月 三菱ふそうトラック・バス 顧問 (会長退任)
- 2025年 (令和7年) 3月時点　一般財団法人高度技術社会推進協会 代表理事 会長

## 同期
- 石毛博行（日本貿易振興機構理事長、経済産業審議官）
- 市川祐三（日本鉄鋼連盟専務理事、経済産業省大臣官房審議官）
- 大川潤（企業コンサルタント、株式会社イリス経済研究所研究員）
- 肥塚雅博（富士通副会長、特許庁長官）
- 田島慶三（日本化学会フェロー、三井化学研究統括部主席研究員）
- 中嶋誠（住友電気工業代表取締役、特許庁長官）
- 横田浩（前田建設工業常務執行役員、中国経済産業局長）
- 名尾良泰（日本自動車工業会 副会長・専務理事、関東経済産業局長）